# Conselho Supremo da República da Geórgia
O Conselho Supremo da República da Geórgia foi o primeiro parlamento nacional da República da Geórgia na era pós-União Soviética (entre 1990 e 1992).
Em 9 de abril de 1991, o Conselho Supremo da República da Geórgia declarou a restauração da Independência da Geórgia com base na Lei de Independência de 26 de maio de 1918.

## Presidentes do Conselho Supremo da República da Geórgia
| Imagem | Nome               | Período                                    |
| ------ | ------------------ | ------------------------------------------ |
|        | Zviad Gamsakhurdia | 14 de novembro de – 14 de abril de 1991    |
|        | Akaki Asatiani     | 14 de abril de 1991 – 2 de janeiro de 1992 |